# Kammmolch-Habitate im Kranzberger Forst
Kammmolch-Habitate im Kranzberger Forst este o arie protejată (arie specială de conservare — SAC, sit de importanță comunitară — SCI) din Germania întinsă pe o suprafață de 143,31 ha, integral pe uscat.

## Localizare
Centrul sitului Kammmolch-Habitate im Kranzberger Forst este situat la coordonatele 48°24′53″N 11°39′50″E / 48.4147°N 11.6639°E.

## Înființare
Situl Kammmolch-Habitate im Kranzberger Forst a fost declarat sit de importanță comunitară în noiembrie 2004 pentru a proteja 1 specie de animale. Situl a fost protejat și ca arie specială de conservare în aprilie 2016.

## Biodiversitate
Situată în ecoregiunea continentală, aria protejată conține 2 habitate naturale: Păduri de fag Luzulo-Fagetum, Păduri aluvionare cu Alnus glutinosa și Fraxinus excelsior (Alno-Padion, Alnion incanae, Salicion albae).
La baza desemnării sitului se află o specie protejată de  amfibieni: triton cu creastă (Triturus cristatus).